# Carl Ahl
Carl Wilhelm Ferdinand Ahl (* 3. Februar 1845 in Dohnsen; † 13. Oktober 1921 in Berlin) war ein deutscher Sänger.
Er war mit Bertha Boës (1839–1919) verheiratet. Sein Sohn war Georg Ahl. Von 1882 bis 1890 führte Ahl einen Eisenwarenhandel in Fallersleben (heute Stadtteil von Wolfsburg). 1890 ging er mit Frau und Kindern für mehrere Jahre in die Vereinigten Staaten, wo er als Tenor in größeren Städten auftrat und in Pittsburgh als Gesangs- und Musiklehrer die Leitung über einen größeren Gesangverein übernahm.
Später war er als Sänger, Gesangslehrer und Dirigent in Berlin aktiv. Einer seine Schüler war Otto Parey.